# ベティ・ニコライ
ベティ・ジョー・ニコライ（英語: Betty Jo Niccoli、女性、1943年10月9日 - ）は、アメリカ合衆国のプロレスラー。ミズーリ州セントジョセフ出身。

## 来歴
12歳の時に初めてプロレス観戦した際に、その試合のプロモーターにスカウトされる。1963年にバトルロイヤルでデビュー。
1970年8月、NWA・US女子王座を獲得。
1974年、全日本女子プロレスに初来日。サンディ・パーカーとのタッグでWWWA世界タッグ王座を獲得。
1975年に行われた第1回ワールドリーグ戦にも参戦。マッハ文朱や赤城マリ子を退けて決勝まで進み、ジャンボ宮本に敗れたものの準優勝となった。
1976年、当時全日本プロレスからアメリカ遠征中だった佐藤昭雄と結婚。夫婦でタッグチームを組んでリングに上がり続けたが、出産のため引退。2人の女の子を出産した。現在はカジノに勤務している。
2007年、カリフラワー・アレイ・クラブ（CAC）に夫婦で出席。翌年にはCAC及びプロレス殿堂に表彰される。

## タイトル
- WWWA世界タッグ王座（w/サンディ・パーカー）
- AWA世界女子王座
- NWA・US女子王座
- 北米女子王座

## 得意技
- スープレックス